# Gare de Schiedam-Centre
La gare de Schiedam-Centre (en néerlandais : Schiedam Centrum) est une gare ferroviaire des lignes d'Amsterdam à Rotterdam et de Schiedam à Hoek van Holland (nl). Elle est au 10 Stationsplein, sur le territoire de la commune de Schiedam, dans la région urbaine de Rotterdam aux Pays-Bas.
Elle est l'élément le plus important du centre multimodal qu'elle forme avec la station Schiedam-Centre du métro de Rotterdam desservie par les lignes A, B et C.

## Service des voyageurs

### Accueil

Installations
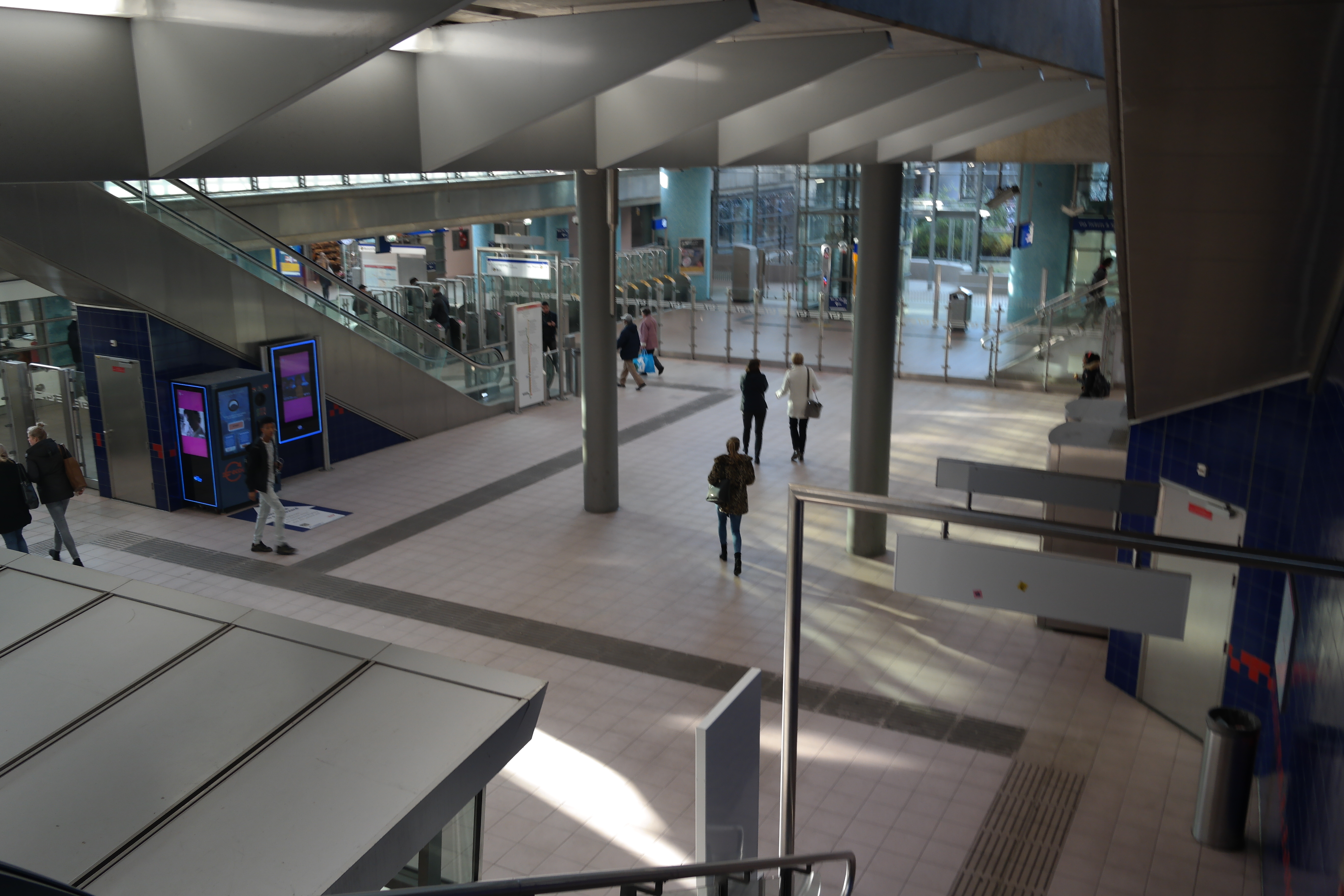
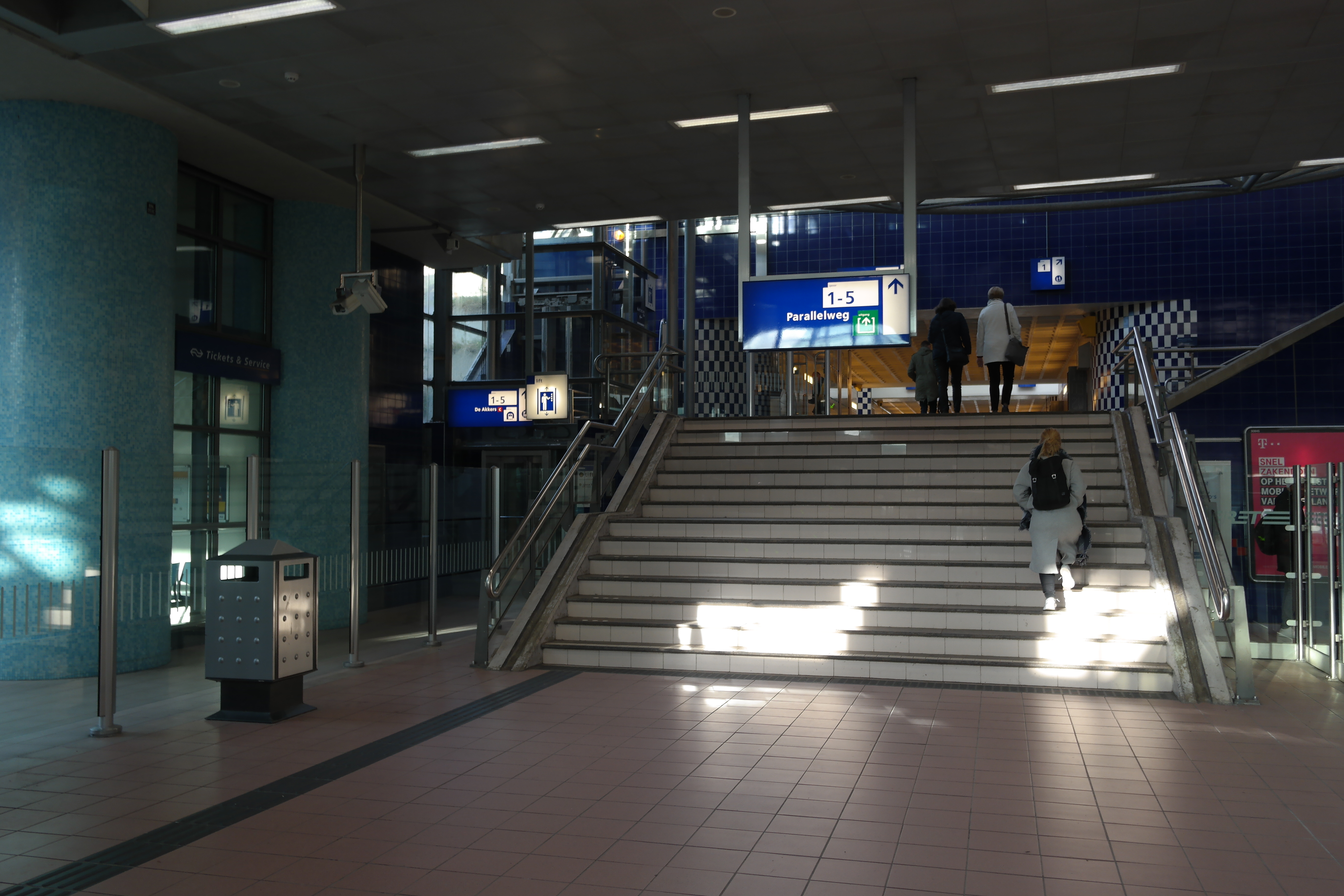
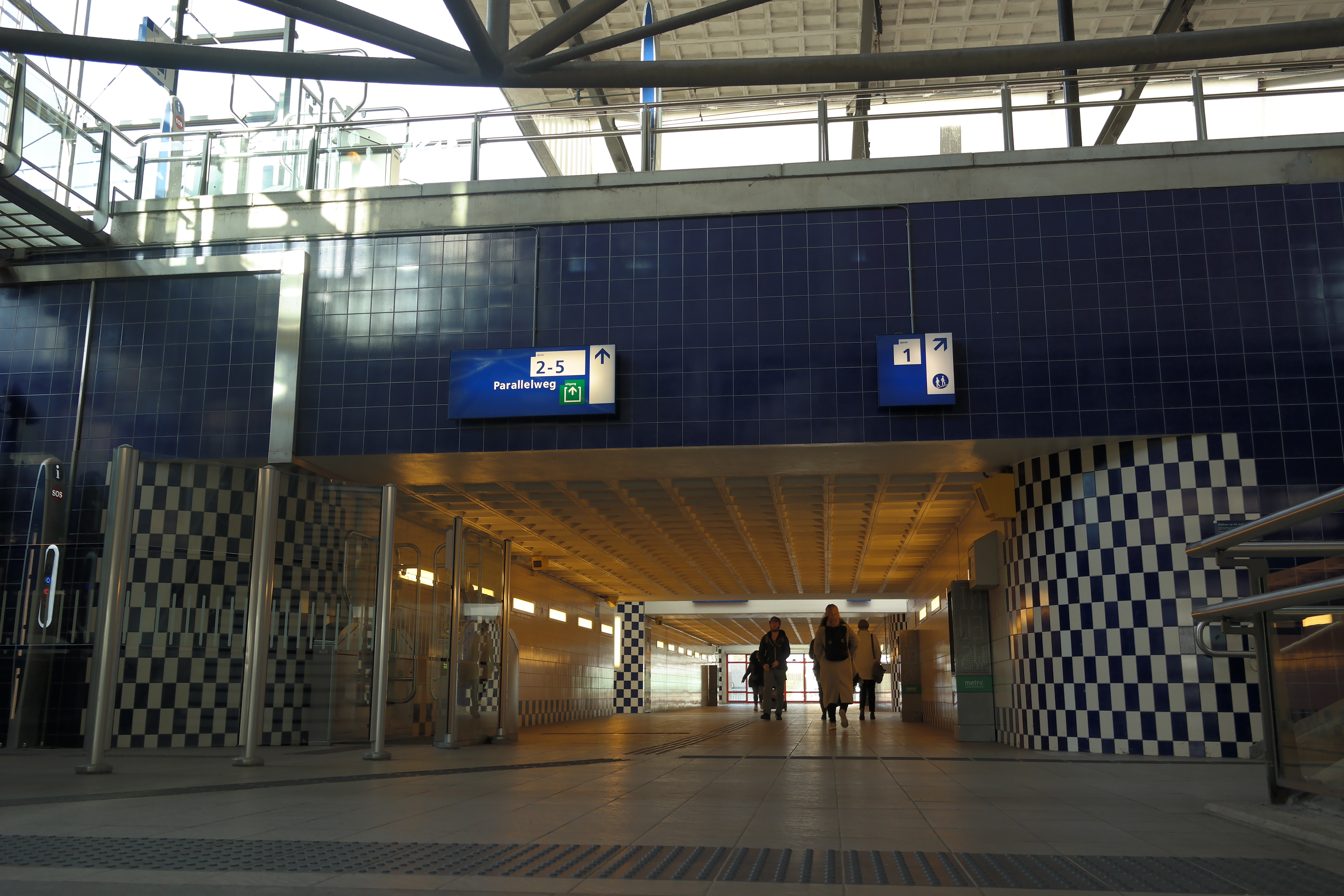

### Desserte

Installations et dessertes
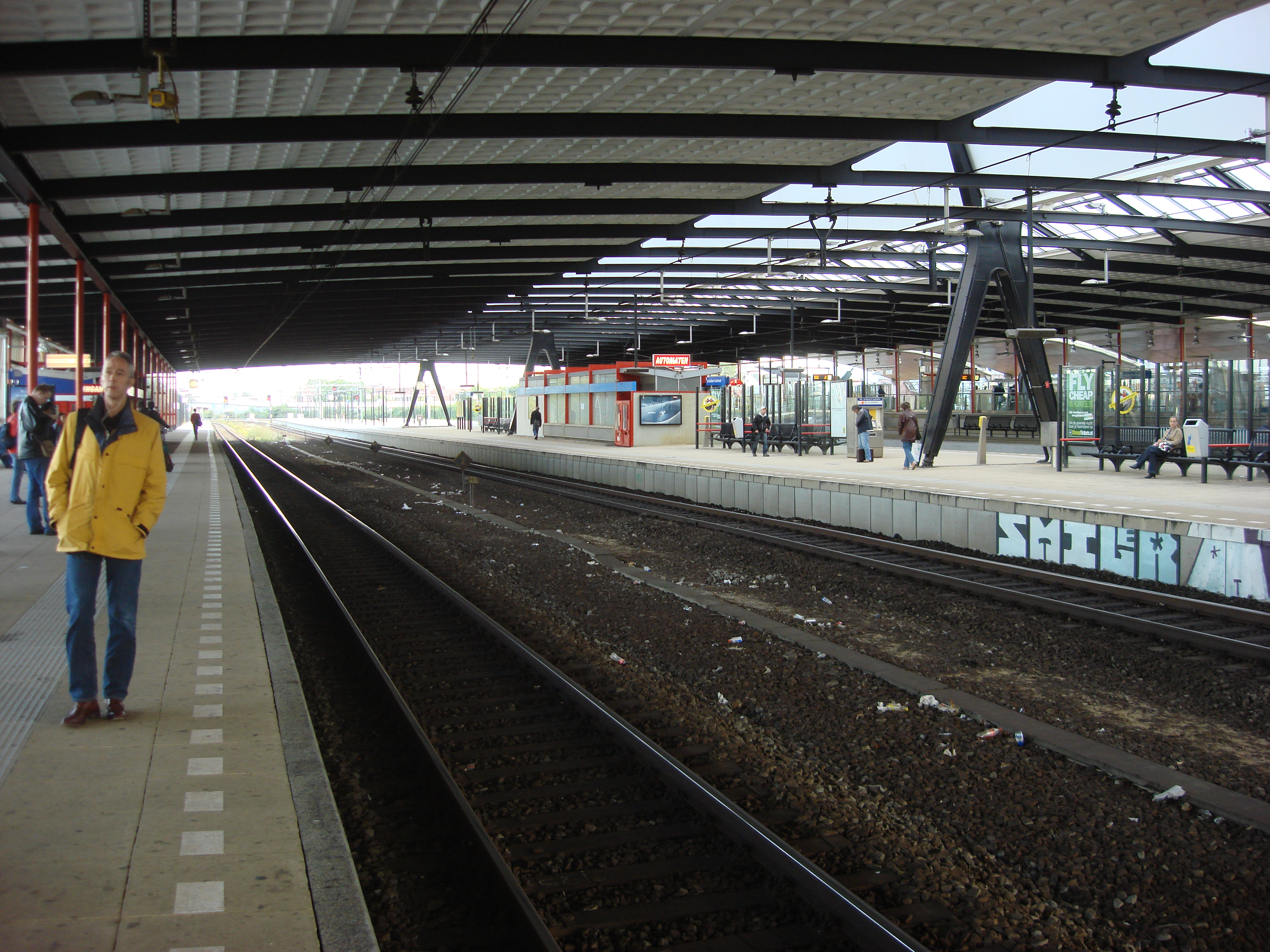
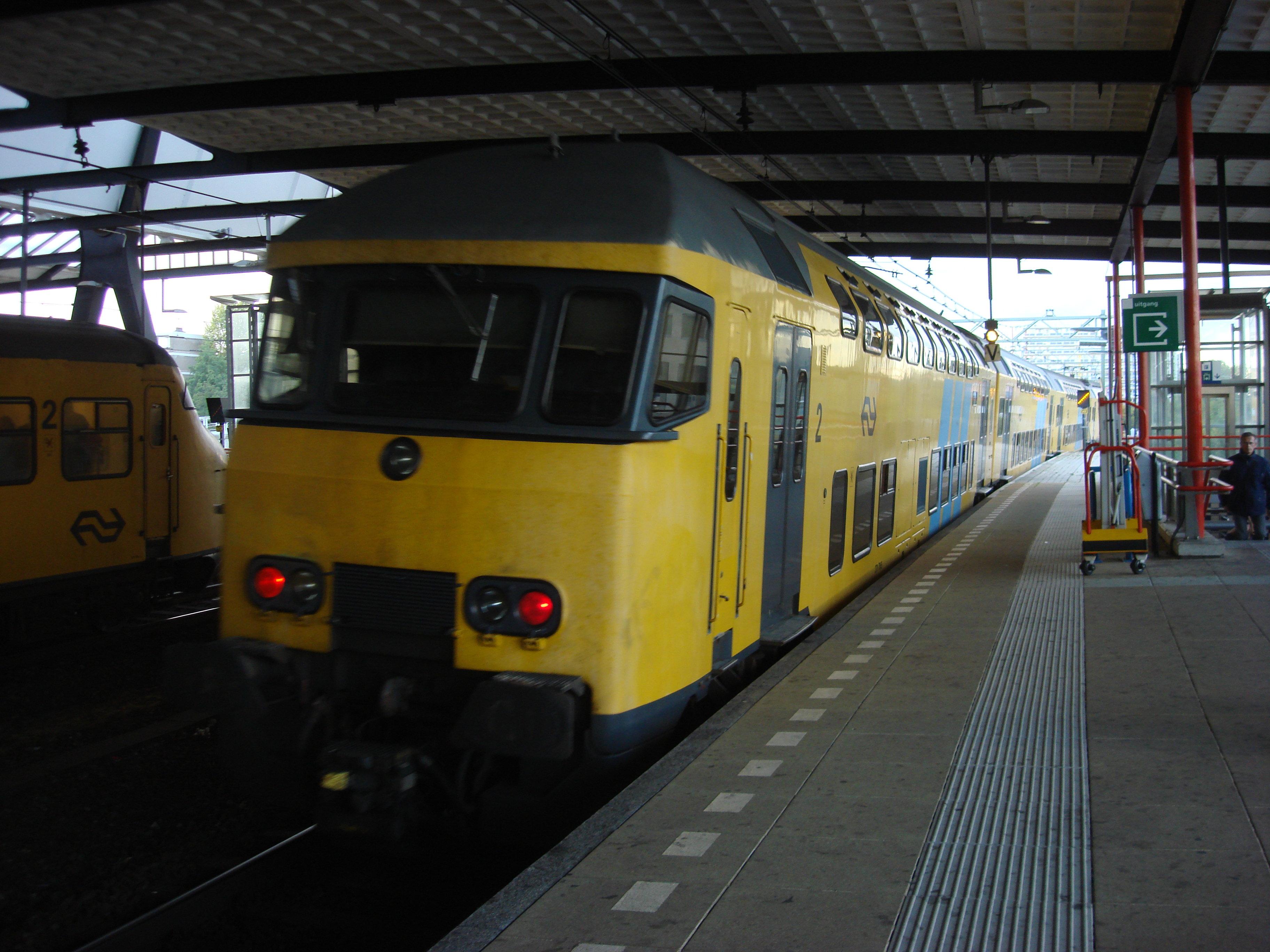
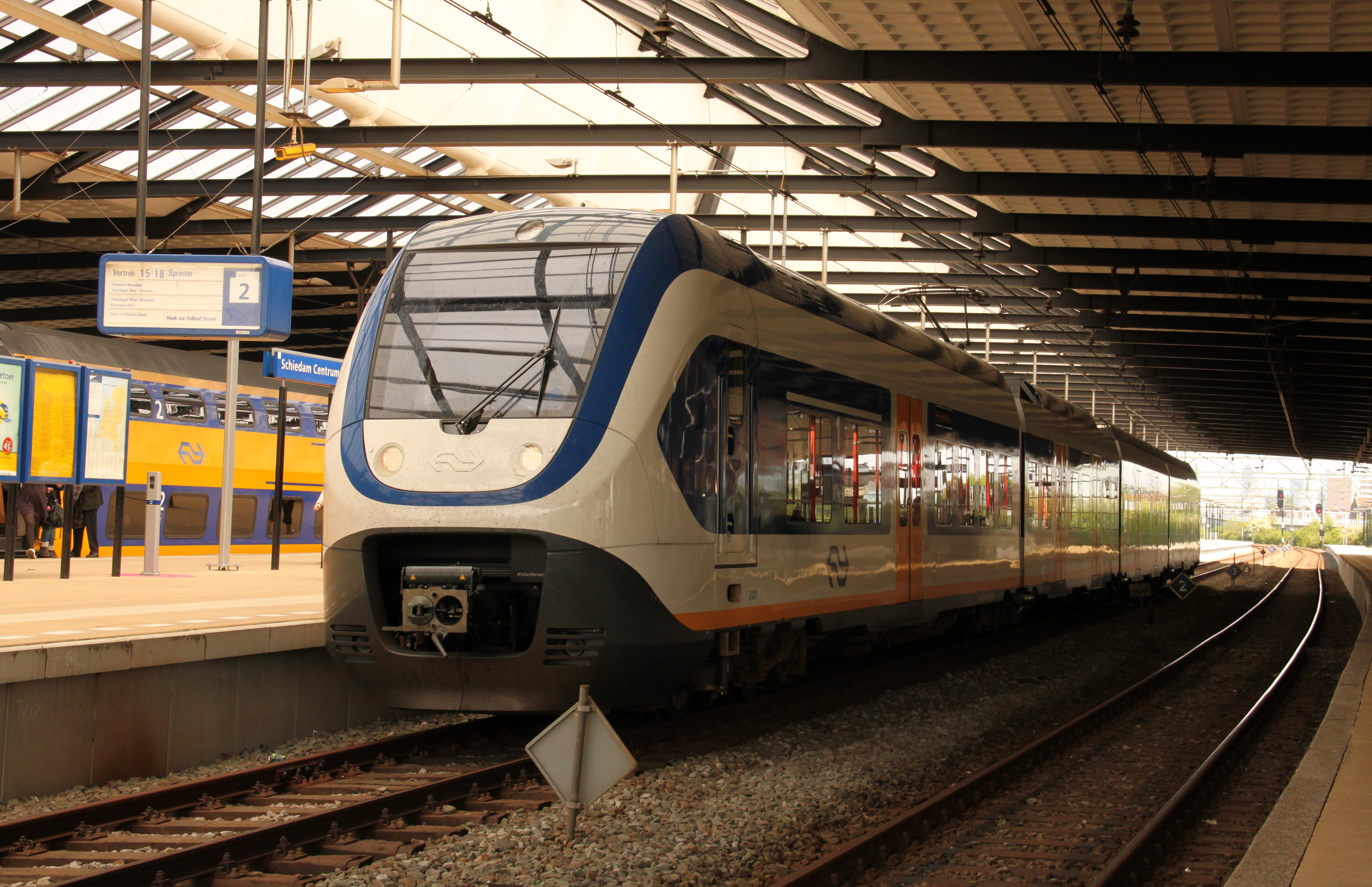

### Intermodalité
Elle est en correspondance avec la station Schiedam-Centre du métro de Rotterdam, desservie par les rames de la ligne A, ligne B et ligne C.
Le site comporte également des arrêts : des lignes 21 et 24 du tramway de Rotterdam : des bus urbains 38, 51, 53 et 54 ; des bus de nuit BOB B2, B3 et B9 ; et des bus régionaux 86, 126 et 226.